# Lý Kim Hoa (ngoại giao)
Lý Kim Hoa (Giản thể:李金华, Phồn thể:李金華, Bính âm:Lǐ Jīnhuá), sinh tháng 9 năm 1932 ở Tế Nam, Sơn Đông, là người Hoàng Hoa, Hà Bắc; bà là nhà ngoại giao chuyên nghiệp Trung Quốc, bà từng tốt nghiệp Đại học Nam Khai chuyên ngành Lịch sử. Bà từng là người nữ phát ngôn đầu tiên của Bộ Ngoại giao Cộng hòa Nhân dân Trung Hoa.

## Tiểu sử
Ngay trước khi sáng lập Cộng hòa Nhân dân Trung Hoa, Lý Kim Hoa được nhận vào Đại học Nam Khai chuyên ngành lịch sử. Sau khi tốt nghiệp, bà được giao đến làm việc cho Bộ Ngoại giao và Ban thông tin (tức là tiền thân của Văn phòng Thông tin) phòng Thư viện tham khảo. Do đó, trong hơn 40 năm trong sự nghiệp ngoại giao chuyên nghiệp, gần một nửa thời gian bà làm việc trong Văn phòng; còn lại là các chức vụ khác như cán bộ hay Tham tán. Ngày 18/10/1991, Lý Kim Hoa trở thành Đại sứ đặc mệnh toàn quyền của Trung Quốc tại New Zealand và cũng là nữ đại sứ thứ hai của Trung Quốc tại một quốc gia thuộc Châu Đại Dương.